# Зоран Маркуш
Зоран Маркуш (Земун, 19. јануар 1925 — Београд, 25. мај 1996) био је српски историчар уметности и ликовни критичар.

## Биографија
Дипломирао је Историју уметности на Филозофском факултету у Београду 1952. године. Бавио се истраживањима из новије историје уметности, посебно авангардама и зенитизмом, и ликовном критиком у дневним новинама Борба (1974 — 1984) и Политика (1984 — 1995). Од 1950. године објављивао је текстове у бројним југословенским и иностраним часописима: Младост, Летопис Матице српске, Савременик, Одјек, Дело, Књижевност, Књижевна критика, Књижевне новине, Књижевна реч, Уметност данас, НИН, Поља, Les Beaux Arts, Syntheses, др. Писао је за Радио Београд од 1960. до 1970. Радио је у филмском предузећу УСУФ 1954 — 1955. и Комисији за културне везе са иностранством од 1955. до 1960. и као стручни саветник Југословенског тријенала уметности. Боравио је на специјализацији у Паризу 1961.
Сарађивао је у организацији југословенских изложби у иностранству и иностраних у земљи: Српска средњовековна уметност у Копенхагену и Венецији, Хенрија Мура у Београду и Загребу, Савремена француска уметност, Намачка графика, Пет југословеских скулптора на Међународном вајарском бијеналу у Миделхајму и др. 
Написао је неколико сценарија и режирао документарне филмове о нашој уметности: Живот фресака (са проф. Светозаром Радојчићем), Кроз Југославију и др.
Био је члан Међународног удружења ликовних критичара (AICA) и Удружења ликовних критичара Србије (чији је био и председник).

## Критичарска делатност
Зоран Маркуш је био један од наших најангажованијих ликовних критичара друге половине 20. века. Добро образован, посвећен и са истинском наклоношћу према истраживачком и аналитичком у тој професији написао је велики број текстова - новиских написа, судија, есеја, приказа и осврта пре свега о актуелној уметности, али и о нашој традицији која јој је претходила. Од почетка шесте деценије, када је естетика социјалистичког реализма замењена слободнијим уметничким формама и либералнијим тумачењима уметичког стваралаштва он је континуирано пратио збивања на нашој ликовној сцени чврсто остајући доследан истим принципима тумачења и оцењивања уметничког дела током целе своје каријере. Практично је дочекивао сваку генерацију уметника тачно уочавајући њехове битне особине и креативне квалитете. Кадкада је показивао и одређена неслагања са појавама које су излазила, или била радикална у односу на главу линију развоја наше уметности, посебно седамдесетих и осамдесетих година, али је тај став компензовао проналажењем припадника истих генерација који су више одговарали његовим схватањима уметности и циљевима које је она постављала пред себе у одређеним временским периодима. Велики допринос је дао и изучавању српске авангарде са почетка двадесетог века, а посебно је истраживао феномене и ауторе окупљене око зенитизма. По томе је спадао у најзначајније стручњаке за тај део историје српског модернизма. Бројне радове је објављивао и у страној периодици те је стога био познат и у међународним круговима уметничких критичара.

### Књиге и монографије
- 1969 Бранибор Дебељковић, фотомонографија, Фотосавез Југославије, Београд
- 1980 Ликовна критика у Србији шесте деценије, Југословенско сликарство шесте деценије, Југословенско сликарство ХХ века, pp. 52-57, Музеј савремене уметности, Београд
- 1986 Лазар Возаревић (1925-1968), УЛУС, Београд
- 1990 Милан Маринковић Циле, Уметничка галерија „Надежда Петровић“, Чачак
- 1991 Драган Мојовић, Београд
- 1992 Павле Блесић, Галерија Културног центра Београда, Београд
- 1995 Миодраг Вујачић Мирски, Народни музеј, Београд
- 1995 Милош Шобајић, Бијенале у Венецији, Југословенски павиљон, Музеј савремене уметности, Венеција
- 2003 Зенитизам, (приредила Оливера Збутега Маркуш), Сигнатура, Београд
- 2004 Страст и сумња, (приредила Радмила Матић Панић), Clio, Београд

### Критике (избор)
- 1950 Наше монументално сликарство, Младост, бр. 6, јун, pp. 6, Београд
- 1952 Фреске у Сопоћанима траже хитну заштиту, Политика, 13. децембар, Београд
- 1953 Пола века југословенског сликарства, Уметност и критика, децембар, Београд
- 1955 Иван Генералић, (пред. кат.), Градска галерија, Београд
- 1955 Између одушевљења и сумње (Хенри Мур), Летопис Матице српске, књ. 376, св. 3. pp. 269-276, септембар, Нови Сад
- 1956 Александар Зарин, (пред. кат.), Галерија Графички колектив, Београд
- 1957 Савремена српска скулптура, Летопис Матице српске, год. 133, књ. 379, св. 5, pp. 508-515, мај, Нови Сад
- 1958 У тражењу савременог, Политика, 28. септембар, Београд
- 1960 Фовизам и експресионизам, Рад, Београд
- 1961 Да ли је модерна уметност европска?, Политика, 2. април, Београд
- 1961 Константин Данил највећи српски сликар 19. века, Борба, Београд
- 1963 Шта је с новом естетиком?, Политика, 18. август, Београд
- 1964 Душан Јовановић Ђукин (1891-1945), Дело, год. X, бр. 6, pp. 941-952, јун, Београд
- 1964 Лазар Возаревић, (пред. кат.), Салон Модерне галерије, Београд
- 1965 Уметника и наша средина (Надежда Петровић), НИН, 23. мај, Београд
- 1966 Стваралац и сапутник (Миленко Шербан), Борба, 12. новембар, Београд
- 1966 Сигурне вредности (Бранко Протић), Борба, 19. новембар, Београд
- 1970 Бранко Ве Пољански, теоретичар панреализма, Књижевне новине, 15. август, Београд
- 1970 Приказ - после пола века. Студија Љубомира Мицића о вајару Архипенку, Књижевне новине, 5. децембар, Београд
- 1970 Метаморфозе Зенита, Сликар и графичар Михаило Петров, Савременик, књ. XXXII, бр. 12, pp. 485-492, децембар, Београд
- 1975 Какве су то акције у Париској 14 (Марина Абрамовић), Борба, 15. април, Београд
- 1975 Ка симболу, метафори (Радомир Рељић), Борба, 30. јун, Београд
- 1975 Против заборава (Вида Јоцић), Борба, 6. јули, Београд
- 1976 Простори Стојана Ћелића, Борба, 7. мај, Београд
- 1976 Надахнута сликарска остварења (Мића Поповић), Борба, 24. август, Београд
- 1976 Трагом доследности (Миодраг Б. Протић), Борба, 14. децембар, Београд
- 1977 Реалност у функцијама (Бојан Бем), Борба, 16. јануар, Београд
- 1977 Волтеровски осмех Ивана Табаковића, Борба, 30. јун, Београд
- 1977 Титов саборац Моша Пијаде, Борба, 13. јул, Београд
- 1977 У правом тренутку (Леонид Шејка), Борба, 24. октобар, Београд
- 1977 Експресивност и аутоматизам (Вера Божичковић Поповић), Борба, 21. новембар, Београд
- 1978 Ретроспектива групе ОХО, Борба, 15. фебруар, Београд
- 1978 Дада јок, Уметност, март-април, бр. 58, pp. 51-54, Београд
- 1978 Трагом авангарде (Јо Клек), Борба, 14. јун, Београд
- 1979 Успостављање система (Душан Оташевић), Борба, 14. јануар, Београд
- 1979 Потрошачки укус и монденство (Драгош Калајић), Борба, 5. март, Београд
- 1980 Допринос историји уметности (Александар Томашевић), Борба, 3. март, Београд
- 1980 Ана Бешлић, Уметност, бр. 67, pp. 95-95, Београд
- 1981 Присећања и симболи (Драган Мојовић), Борба, 7. јануар, Београд
- 1982 Пут дуг четири деценије (Миодраг Б. Протић), Борба, 16. октобар, Београд
- 1983 Поглед на седамдесете, Борба, 1. фебруар, Београд
- 1983 Верност постојећем (Предраг Пеђа Нешковић), Борба, 9. март, Београд
- 1983 Уметност осамдесетих, Борба, 2. јули, Београд
- 1983 Александар Цветковић, (пред. кат.), Галерија АЗ, Београд
- 1984 Рајске приче (Слободан Трајковић), Борба, 25. април, Београд
- 1984 Стићи и престићи (Вера Божичковић Поповић), Политика, 6. октобар, Београд
- 1985 Чист уметнички говор (Светомир Арсић Басара), Политика, 10. јануар, Београд
- 1986 Повратак сликара (Радомир Дамњановић Дамњан), Политика, 20. октобар, Београд
- 1986 Без правог суда (Матија Вуковић), Политика, 2. децембар, Београд
- 1987 Цртежи еротског набоја (Зоран Вуковић), Политика, 19. март, Београд
- 1988 Стварао је срцем (Владислав Тодоровић Шиља), Политика, 7. фебруар, Београд
- 1988 Исповест преобраћеника (Драгољуб Раша Тодосијевић), Политика, 29. фебруар, Београд
- 1988 На трагу традиције (Никола Јанковић), Политика, 26. октобар, Београд
- 1989 Повлачење црте (Бата Михаиловић), Политика, 10. јуни, Београд
- 1989 Искреност и спонтаност (Петар Омчикус), Политика, 24. јуни, Београд
- 1990 Графика као сликарство (Бранко Павић), Политика, 3. октобар, Београд
- 1990 Мало откровење (Љубинка Јовановић Михаиловић), Политика, 8. октобар, Београд
- 1991 Ване Бор у Музеју савремене уметности, Политика, 25. фебруар, Београд
- 1991 Објекти Милете Продановића, Политика, 1. април, Београд
- 1992 Колекција Игора Степанчића, Политика, 5. фебруар, Београд
- 1992 Језик геометрије (Бора Иљовски), Политика, 21. октобар, Београд
- 1994 Светао тренутак српске авангарде (Легат Марка Ристића), Политика, 18. јануар, Београд
- 1994 Уметност подземља као повод (Ненад Рацковић), Политика, 27. фебруар, Београд
- 1994 Синтеза као став (Зоран Димовски), Политика, 22. јуни, Београд
- 1995 Душан Оташевић, Политика, 23. јули, Београд

## Ауторске изложбе
- 1972 Зенитизам. Предлог за једну изложбу, Салон Трибине младих, Нови Сад
- 1972 Критичари су изабрали, (коаутор), Галерија Културног центра Београда, Београд
- 1974 Бранко Ве Пољански, Галерија „Јован Поповић“, Опово
- 1978 Зенит - Љубомир Мицић (1985—1971): Зенитистичка конструкција, Музеј савремене уметности, Београд
- 1979 Критичари су изабрали, (коаутор), Ликовна галерија Културног центра Београда, Београд
- 1982 Избор 82, Уметнички павиљон „Цвијета Зузорић“, Београд